# Tetramorium edouardi
Tetramorium edouardi är en myrart som beskrevs av Auguste-Henri Forel 1894. Tetramorium edouardi ingår i släktet Tetramorium och familjen myror. Inga underarter finns listade i Catalogue of Life.